# 황윤원
황윤원(黃潤元, 1954년~)은 대한민국의 행정학자이자, 교육인이다.
현재 중원대학교 총장.  청와대 사회정책비서관, 한국행정연구원장, 한국행정학회 회장, 중앙대 부총장 등을 역임했다.

## 학력
- 미국 피츠버그대 행정학 박사
- 미국 플로리다주립대 행정학 석사
- 중앙대 법대 행정학 학사

## 주요 경력
- 2021년  ~ : 중원대학교 총장
- 2025년  ~ : 지역사립대학총장협의회 회장
- 2023년 ~  : 한국사립대학총장협의회 부회장
- 2023년 ~ 2024년  : 충북지역총장협의회 회장
- 2014년 ~2021년 : 한국사회공헌연구원 이사장
- 2011년 : 미국 피츠버그대학교 한국총동창회 회장
- 2010년 : 영국 런던 정경대(London School of Economics) 기금교수
- 2007년 ~ 2008년 : 중앙대학교 부총장
- 2005년 ~ 2006년 : 중앙대학교 대외협력본부장(부총장) 겸 산학협력단장
- 2004년 : 제39대 한국행정학회 회장
- 2004년 : 대통령소속 지방이양추진위원회 위원
- 2003년 : 감사원 재정금융정책자문위원회 위원장
- 2001년 : 대통령자문 정책기획위원회 위원
- 2000년 : 5대 한국행정연구원 원장
- 2000년 ~ : 중국국가행정학원(Chinese Academy of Governance) 명예교수
- 2000년 : 국무총리실 정책평가위원회 제도운영위원장
- 1998년 : 중앙대학교 행정대학원 원장
- 1998년 : 중앙대학교 국가정책연구소 소장
- 1997년 : 대통령비서실(청와대) 사회정책비서관
- 1995년 : 미국 루이지애나주립대(LSU) 교환교수
- 1990년 ~ : 중앙공무원교육원, 국가전문행정연수원, 서울시공무원교육원 등 강사
- 1989년 ~ : 입법고시, 행정고시 등 각종 국가고시 출제.채점 위원
- 1986년 ~ : 중앙대학교 공공인재학부(행정학과) 교수, 명예교수

## 저서
- 눈물젖은 소보로빵(2022)
- 삐에로 (2013)
- 큐브행정학 (2012)
- 재무행정론 (2005)
- 정부개혁론 (2003)
- 국가경쟁력과 싱크탱크(2003)
- 정부조직개편의 논리와 대안(2003)
- 행정학원론 (2000)

## 시민단체활동
- 경실련 예산감시위원장
- 한반도선진화재단 감사 및 이사
- 안민정책포럼 감사 및 이사
- 선진통일연합 공동대표
- 유네스코 한국위원회 감사